# Angry Birds Film
Film Angry Birds (engl. The Angry Birds Movie) je američki animirani film iz 2016. godine, kojeg je producirao Sony Pictures Animation. Drugi film obavljen je 2019. godine

## Likovi
Crveni je glavni lik filma koji inače nema prijatelja. On je poznat jer je stalno ljut zbog nečeg. Njegovi jedini prijatelji su Žuti i Bomba. Žuti je poznat po svojoj brzini, on može pobijediti vrijeme u maratonskoj utrci kaže Crveni. Njegov najbolji prijatelj je Bomba kojeg ako se prestraši ili padne u stres, eksplodira. Matilda koja je učiteljica nastave protiv stresa, voli svog učenika Tenka koji je ogroman i koji baš i ne govori. Veli orao je legenda i heroj njihovog otoka, ali nitko ne zna da je još živ. Njihovi neprijatelji, svinje žive na drugom otoku. Njihov zlobni vođa Leonard ima plan da pticama ukrade jaja i da ih pojede. 
| Ptice     | Svinje  |
| --------- | ------- |
| Crveni    | Leonard |
| Žuti      |         |
| Bomba     |         |
| Matilda   |         |
| Tenk      |         |
| Veli orao |         |

## Radnja
Radnja se odvija na Ptičjem otoku. Crveni na početku trči kroz šumu da bi dostavio rođendansku tortu točno prije podne. Kada je stigao, ispostavilo se da je kasnio. Otac slavljenika je optužio Crvenog i onda mu je vratio tortom u lice. Kada je išao unatrag, poskliznuo se na vjevericu te pao na njihovo jaje. Svi su završili na sudu, a Crveni je onda poslan na nastavu protiv stresa. Tamo je upoznao Žutog, Bombu, Tenka i učiteljicu Matildu. Nakon toga stigao je misteriozni brod kraj otoka. Sve su se ptice okupile na plaži da vide što se događa. Došle su svinje. Svinje i ptice su se upoznale, a zatim je Leonard primijetio njihova jaja. Pticama je pokazao njegove najbolje izume, a to su trampolin i velika praćka. Onda je odlučio da će sve ptice okupiti na jedan party, dok bi svinje krale jaja. Ptice su nasjele na foru, ali su Crveni, Žuti i Bomba jedini primijetili to. Zatim su se popeli na planinu orlova i našli Velog Orla. Njega je bilo briga za otok. Crveni, Žuti i Bomba su se vratili, ali je već bilo kasno, svinje su stavile jaja u veliku vreću i vezali je za brod. Žuti je otišao obavijestiti selo pa su svi došli na plažu. Crveni je osmislio plan da svaka ptica uzme sve što može plutati i da to odnesu na plažu da naprave brod. Na kraju su stavili veliku praćku koja je ostala od svinja. Došli su do njihovog otoka i zatim velikom praćkom bacali ptice da se zabiju u njihovo kraljevstvo. Crveni, Žuti i Bomba su ušli u Leonardov dvorac, a on nije znao gdje su. Zatim oni su ušli u sobu gdje su se svinje pripremale za jelo, srećom jaja nisu još ispekli. Spriječili su svinje da pojedu jaja i zatim je došao Veli Orao koji je njima pomogao. Jedno im je jaje ispalo, pa je Crveni išao po njega. Porazio je Leonarda u sobi s dinamitom. Cijeli se dvorac urušio jer je Crveni aktivirao dinamit. Ipak je preživio i onda je postao heroj Ptičjeg otoka. Čak su mu napravili i pjesmu. Od Crvenog bez prijatelja do Crvenog heroja.

## Glasovi
| Ime            | Engleska inačica             | Hrvatska inačica |
| -------------- | ---------------------------- | ---------------- |
| Crveni         | Jason Sudeikis               | Rene Bitorajac   |
| Žuti           | Josh Gad                     | Luka Bulić       |
| Bomba          | Danny McBride                | Goran Navojec    |
| Leonard        | Bill Hader                   | Tarik Filipović  |
| Mladi Crveni   | Aidan McGraw & Kallan Holley | Arman Filipović  |
| Edgar          | Peter Dinklage               | Boris Miholjević |
| Matilda        | Maya Rudolph                 | Renata Sabljak   |
| Sudac Pekinpah | Keegan-Michael Key           | Robert Ugrina    |
| Shirley        | Cristela Alonzo              | Mirela Brekalo   |
| Stella         | Kate McKinnon                | Mia Krajcar      |
| Eva            | Kate McKinnon                | Ana Vučak        |
| Edward         | Hannibal Buress              | Matija Kačan     |
| Cyrus          | Tony Hale                    | Pavle Vrkljan    |
| Monica         | Danielle Brooks              | Tena Tadić       |
| Ross           | Tony Hale                    | Matija Čigir     |
| Mimična ptica  | Tony Hale                    | Luka Bulović     |

Ostali glasovi: 
- Goran Navojec
- Nikola Marjanović
- Boris Barberić
- Goran Vrbanić
- Daniel Dizdar
- Janko Strusa
- Petra Vukelić
- Kristina Habuš
- Sead Berberović
- Neva Serdarević
- Rina Serdarević

- Redatelj dijaloga: Ivan Leo Lemo
- Tonska obrada: Livada Produkcija